# HAL HJT-16 Kiran
HAL HJT-16 Kiran (betydelse 'Ray of light') är ett indisk tvåsitsigt jetdrivet militärt skolflygplan designat och tillverkat av flygplanstillverkaren Hindustan Aeronautics Limited (HAL) i Indien. Kiran utvecklades på uppdrag av det indiska flygvapnet (IAF), som sökte ett nytt skolflygplan för sina piloter. Den 4 september 1964 utförde typen sin jungfruflygning; massproduktion påbörjades kort därefter. Det har antagits av IAF, som använder typen för att genomföra mellanliggande utbildning av piloter efter grundläggande skolflygplan som HPT-32 Deepak och Pilatus PC-7. Under 1980-talet, skaffade IAF ett antal Kirans som var utrustade med en kraftfullare motor och med fler vapenbalkar; varianten betecknades Kiran Mk II. Det har också tagits i bruk av Indian Naval Air Arm. Den sista Kiran stod klar under 1989, varefter det löpande bandet stängdes.

## Användning
Kiran har varit i drift i över 60 år. Sedan slutet av 1990-talet har en inhemskt designad efterträdare, HAL HJT-36 Sitara, varit under utveckling, och den togs i bruk från och med 2025. På 2010-talet minskade användningen av typen gradvis eftersom ett ökande antal nyare BAE Systems Hawks, byggda på licens av HAL, har introducerats till IAF. Kiran har använts av det indiska flottans flyguppvisningsgrupp Sagar Pawan och användes även av IAF:s flyguppvisningsgrupp Surya Kiran fram till februari 2011, då teamet upplöstes efter att dess flygplan ombildats för att utbilda stridspiloter. Surya Kirans visningsteam har återutrustats med specialutrustade Hawks. Under december 2018 donerades 6 st  Kirans av Indien till Myanmar.

## Varianter
Kiran Mk I
Tvåsits jetskolflygplan som drivs av en Rolls-Royce Viper turbojetmotor. 118 byggda.
Kiran Mk IA
Tvåsits jetskolflygplan med beväpningsförmåga. Två vapenbalkar monterade. 72 byggda.
Kiran Mk II
Förbättrad version med fyra vapenbalkar och integrerade dubbla 7,62 mm kulsprutor i nosen och en Bristol Siddeley Orpheus-motor med 19 kN dragkraft. 61 byggda.

## Användare
- Indiens flygvapen
- Myanmars flygvapen

## Liknande flygplan
- Aero L-29 Delfín
- BAC Jet Provost
- Canadair CT-114 Tutor
- Cessna T-37 Tweet
- Fouga CM.170 Magister
- Saab 105

## Referensee
Den här artikeln är helt eller delvis baserad på material från engelskspråkiga Wikipedia.